# Lilla Rilot
Lilla Rilot, finska: Pikku Riihiluoto, är en ö nära Själö i Nagu,  Finland. Den ligger i Skärgårdshavet i Pargas stad i den ekonomiska regionen  Åboland i landskapet Egentliga Finland, i den sydvästra delen av landet. Ön ligger omkring 3 kilometer väster om Själö, 5 kilometer norr om Nagu kyrka, 31 kilometer sydväst om Åbo och omkring 170 kilometer väster om Helsingfors. Närmaste allmänna förbindelse är förbindelsebryggan vid Själö som trafikeras av M/S Falkö och M/S Östern.
Öns area är 30,1 hektar och dess största längd är 1,1 kilometer i öst-västlig riktning. Ön höjer sig omkring 30 meter över havsytan. I omgivningarna runt Lilla Rilot växer i huvudsak barrskog.